# Thermopsis turkestanica
Thermopsis turkestanica är en ärtväxtart som beskrevs av Michel Gandoger. Thermopsis turkestanica ingår i släktet lupinväpplingar, och familjen ärtväxter. Inga underarter finns listade i Catalogue of Life.